# Antiguos Estados de Malasia

Malasia británica hacia 1922
----
Estados Malayos no Federados
Estados Malayos Federados
Colonias del Estrecho

Los antiguos estados de Malasia son aquellos estados que existieron durante la primera mitad del siglo XX en la península de Malaca antes de la constitución de Malasia.  Los mismos pertenecían a tres grupos distintos: algunos de los estados estaban federados y bajo la influencia británica, otros estados no estaban federados y un tercer grupo eran las denominadas colonias del estrecho. 

## Estados federados
Los Estados Federados de Malasia fue una federación formada por cuatro estados protegidos en la península de Malaca—Selangor, Perak, Negeri Sembilan y Pahang— creada en 1895 por el gobierno británico, que duró hasta 1946, cuando estos estados junto con las Colonias del estrecho y los Estados no federados de Malasia, formaron la Unión Malaya. Dos años después la Unión se convierte en la Federación Malaya y finalmente en 1963 Malasia con la incorporación de Sabah (entonces North Borneo), Sarawak y Singapur.
El Reino Unido era responsable de las relaciones exteriores y defensa de la federación, mientras que los estados continuaron siendo responsables de sus políticas domésticas. Aun de esta manera el Residente General británico daba consejos sobre temas domésticos, y los estados estaban obligados mediante un tratado a seguir dichos consejos. La capital de la federación era la ciudad de Kuala Lumpur, que era parte de Selangor. El primer Residente General fue Sir Frank Swettenham.
La federación junto con los otros estados malayos no federados de la península y las posesiones británicas fueron capturados y ocupados por los japoneses durante la Segunda Guerra Mundial.  Luego de la liberación de la península malaya luego de la rendición de los japoneses, no se reinstaura la federación. Sin embargo, se retuvo la forma federal de gobierno como el modelo básico para consolidar a los estados separados de manera de constituir la Federación de Malasia independiente y la evolución posterior de la Federación para convertirse en Malasia.

## Estados no federados
El término Estados Malayos no Federados fue la designación que se le dio a cinco estados bajo protección británica en la península de Malaca en la primera mitad del siglo veinte. Estos estados eran Johor, Kedah, Kelantan, Perlis, y Terengganu. A diferencia de los cuatro estados federados malayos vecinos de Selangor, Perak, Pahang, y Negri Sembilan, los cinco estados malayos no federados carecían de una constitución común, y no eran un estado único en el ámbito internacional.
En 1946 las colonias británicas del estrecho se disolvieron. Penang y Malaca que habían formado parte de las Colonias del Estrecho se agruparon con los estados no federados de Malasia y los estados federados de Malasia para formar la Unión Malaya. En 1948, la Unión Malaya fue reorganizada como una federación de once estados denominados la Federación de Malasia. Nueve de los estados de la nueva Federación de Malasia continuaron siendo estados británicos protegidos, mientras que dos de ellos, Penang y Malaca permanecieron como colonias británicas. La Federación de Malasia obtuvo su independencia plena del Reino Unido en agosto de 1957.

## Colonias del estrecho
Las Colonias del Estrecho o Asentamientos del Estrecho  (en inglés y oficialmente Straits Settlements) fueron un grupo de territorios británicos localizados en el sudeste asiático, originalmente establecidos en el año 1826 como parte de los territorios controlados por la Compañía Británica de las Indias Orientales, aunque a partir del 1 de abril de 1867 quedaron bajo control directo británico.
Consistían en unos asentamientos individuales en Malaca, Penang, Dinding y Singapur, todos ellos ubicados en la península de Malaca, y desde 1907 también Labuan, ubicado al norte de la isla de Borneo.
Fueron disueltas el 1 de abril de 1946 debido a la reorganización británica de sus dependencias en el sudeste asiático después de la Segunda Guerra Mundial. Con la excepción de Singapur, estos territorios actualmente forman parte de Malasia.